# Teresa di Nassau-Weilburg
Teresa di Nassau-Weilburg (Weilburg, 17 aprile 1815 – Praga, 8 dicembre 1871) nata principessa reale di Nassau-Weilburg, divenne duchessa di Oldenburg per matrimonio.

## Famiglia d'origine
Suo padre era il duca Guglielmo di Nassau, figlio maggiore del principe Federico Guglielmo di Nassau-Weilburg e di sua moglie Luisa Isabella di Kirchberg; sua madre era la principessa Luisa di Sassonia-Hildburghausen, figlia del duca Federico di Sassonia-Hildburghausen, e di sua moglie Carlotta di Meclemburgo-Strelitz.
A dieci anni sua madre morì e suo padre si risposò con la principessa Paolina di Württemberg (1810-1856), che era più vecchia di lei solo cinque anni. Teresa ricevette una buona educazione, studiò pittura e scultura. Ma sua vera vocazione erano le opere di carità.

## Matrimonio
Sposò, il 23 aprile 1837, nella città di Biebrich, il duca Pietro di Oldenburg, figlio del duca Giorgio di Holstein-Oldenburg e della granduchessa Ekaterina Pavlovna Romanova. Fu un matrimonio felice.
Dal loro matrimonio nacquero otto figli:
- Alessandra (2 giugno 1838-25 aprile 1900), sposò il granduca Nikolaj Nikolaevič Romanov;
- Nicola (9 maggio 1840-20 gennaio 1886);
- Maria (27 febbraio 1842-6 settembre 1843);
- Alessandro (2 giugno 1844-6 settembre 1932), sposò la duchessa Eugenia di Leuchtenberg;
- Caterina (21 gennaio 1846-23 giugno 1866);
- Giorgio (17 aprile 1848-17 marzo 1871);
- Constantino (9 maggio 1850-18 marzo 1906);
- Teresa (30 marzo 1852-19 aprile 1883), sposò Massimiliano di Leuchtenberg.

## Morte
Morì l'8 dicembre 1871 a Praga.

## Titoli e trattamento
- 17 aprile 1815 – 23 aprile 1837: Sua Altezza Serenissima Ducale Principessa Teresa di Nassau-Weilburg
- 23 aprile 1837 – 8 dicembre 1871: Sua Altezza Imperiale Duchessa Pietro Georgievič di Oldenburg

## Ascendenza
|                                           |                                                 |                                                | Genitori                                               |  |  | Nonni |  |  | Bisnonni                           |  |  | Trisnonni                        |  |
|                                           |                                                 |                                                |                                                        |  |  |       |  |  | Carlo Cristiano di Nassau-Weilburg |  |  | Carlo Augusto di Nassau-Weilburg |  |
|                                           |                                                 |                                                |                                                        |  |  |       |  |  | Carlo Cristiano di Nassau-Weilburg |  |  | Carlo Augusto di Nassau-Weilburg |  |
|                                           |                                                 | Augusta Federica Guglielmina di Nassau-Idstein |                                                        |  |  |       |  |  | Carlo Cristiano di Nassau-Weilburg |  |  |                                  |  |
| Federico Guglielmo di Nassau-Weilburg     |                                                 |                                                |                                                        |  |  |       |  |  | Carlo Cristiano di Nassau-Weilburg |  |  |                                  |  |
|                                           |                                                 | Carolina d'Orange-Nassau                       | Guglielmo IV di Orange-Nassau                          |  |  |       |  |  |                                    |  |  |                                  |  |
|                                           |                                                 | Carolina d'Orange-Nassau                       | Guglielmo IV di Orange-Nassau                          |  |  |       |  |  |                                    |  |  |                                  |  |
|                                           |                                                 | Carolina d'Orange-Nassau                       | Anna di Hannover                                       |  |  |       |  |  |                                    |  |  |                                  |  |
| Guglielmo di Nassau                       |                                                 | Carolina d'Orange-Nassau                       |                                                        |  |  |       |  |  |                                    |  |  |                                  |  |
|                                           |                                                 | Giorgio di Sayn-Hachenburg-Kirchberg           | Guglielmo Luigi di Sayn-Hachenburg-Kirchberg           |  |  |       |  |  |                                    |  |  |                                  |  |
|                                           |                                                 | Giorgio di Sayn-Hachenburg-Kirchberg           | Guglielmo Luigi di Sayn-Hachenburg-Kirchberg           |  |  |       |  |  |                                    |  |  |                                  |  |
|                                           |                                                 | Giorgio di Sayn-Hachenburg-Kirchberg           | Luisa di Salm-Dhaun                                    |  |  |       |  |  |                                    |  |  |                                  |  |
| Luisa Isabella di Kirchberg               |                                                 | Giorgio di Sayn-Hachenburg-Kirchberg           |                                                        |  |  |       |  |  |                                    |  |  |                                  |  |
|                                           |                                                 | Isabella Augusta di Reuss-Greiz                | Enrico XI di Reuss-Greiz                               |  |  |       |  |  |                                    |  |  |                                  |  |
|                                           |                                                 | Isabella Augusta di Reuss-Greiz                | Enrico XI di Reuss-Greiz                               |  |  |       |  |  |                                    |  |  |                                  |  |
|                                           |                                                 | Isabella Augusta di Reuss-Greiz                | Corradina di Reuss-Köstritz                            |  |  |       |  |  |                                    |  |  |                                  |  |
| Principessa Teresa di Nassau              |                                                 | Isabella Augusta di Reuss-Greiz                |                                                        |  |  |       |  |  |                                    |  |  |                                  |  |
|                                           | Ernesto Federico III di Sassonia-Hildburghausen | Ernesto Federico II di Sassonia-Hildburghausen |                                                        |  |  |       |  |  |                                    |  |  |                                  |  |
|                                           | Ernesto Federico III di Sassonia-Hildburghausen | Ernesto Federico II di Sassonia-Hildburghausen |                                                        |  |  |       |  |  |                                    |  |  |                                  |  |
|                                           | Ernesto Federico III di Sassonia-Hildburghausen | Carolina di Erbach-Fürstenau                   |                                                        |  |  |       |  |  |                                    |  |  |                                  |  |
| Federico di Sassonia-Hildburghausen       | Ernesto Federico III di Sassonia-Hildburghausen |                                                |                                                        |  |  |       |  |  |                                    |  |  |                                  |  |
|                                           |                                                 | Ernestina Augusta di Sassonia-Weimar           | Ernesto Augusto I di Sassonia-Weimar                   |  |  |       |  |  |                                    |  |  |                                  |  |
|                                           |                                                 | Ernestina Augusta di Sassonia-Weimar           | Ernesto Augusto I di Sassonia-Weimar                   |  |  |       |  |  |                                    |  |  |                                  |  |
|                                           |                                                 | Ernestina Augusta di Sassonia-Weimar           | Sofia Carlotta di Brandeburgo-Bayreuth                 |  |  |       |  |  |                                    |  |  |                                  |  |
| Luisa di Sassonia-Hildburghausen          |                                                 | Ernestina Augusta di Sassonia-Weimar           |                                                        |  |  |       |  |  |                                    |  |  |                                  |  |
|                                           |                                                 | Carlo II di Meclemburgo-Strelitz               | Carlo Ludovico Federico di Meclemburgo-Strelitz        |  |  |       |  |  |                                    |  |  |                                  |  |
|                                           |                                                 | Carlo II di Meclemburgo-Strelitz               | Carlo Ludovico Federico di Meclemburgo-Strelitz        |  |  |       |  |  |                                    |  |  |                                  |  |
|                                           |                                                 | Carlo II di Meclemburgo-Strelitz               | Elisabetta Albertina di Sassonia-Hildburghausen        |  |  |       |  |  |                                    |  |  |                                  |  |
| Carlotta Giorgina di Meclemburgo-Strelitz |                                                 | Carlo II di Meclemburgo-Strelitz               |                                                        |  |  |       |  |  |                                    |  |  |                                  |  |
|                                           |                                                 | Federica Carolina Luisa d'Assia-Darmstadt      | Giorgio Guglielmo d'Assia-Darmstadt                    |  |  |       |  |  |                                    |  |  |                                  |  |
|                                           |                                                 | Federica Carolina Luisa d'Assia-Darmstadt      | Giorgio Guglielmo d'Assia-Darmstadt                    |  |  |       |  |  |                                    |  |  |                                  |  |
|                                           |                                                 | Federica Carolina Luisa d'Assia-Darmstadt      | Maria Luisa Albertina di Leiningen-Dagsburg-Falkenburg |  |  |       |  |  |                                    |  |  |                                  |  |
|                                           |                                                 | Federica Carolina Luisa d'Assia-Darmstadt      |                                                        |  |  |       |  |  |                                    |  |  |                                  |  |